# Brjagovo (distrikt i Bulgarien, Plovdiv)
Brjagovo (bulgariska: Брягово) är ett distrikt i Bulgarien.   Det ligger i kommunen Obsjtina Părvomaj och regionen Plovdiv, i den centrala delen av landet, 170 km sydost om huvudstaden Sofia.
Trakten runt Brjagovo består till största delen av jordbruksmark. Runt Brjagovo är det ganska tätbefolkat, med 58 invånare per kvadratkilometer.